# Krasnye Baki
Krasnye Baki (in russo Красные Баки?) è un insediamento di tipo urbano della Russia europea centro-orientale, nell'oblast' di Nižnij Novgorod, centro amministrativo del rajon Krasnobakovskij.
Si trova sul fiume Vetluga, 120 km a nord-est (in linea d'aria) di Nižnij Novgorod.